# Palicourea glabriflora
Palicourea glabriflora är en måreväxtart som beskrevs av Julian Alfred Steyermark. Palicourea glabriflora ingår i släktet Palicourea och familjen måreväxter. Inga underarter finns listade i Catalogue of Life.